# Flann Sinna
Flann mac Máel Sechnaill, auch Flann von Shannon (irisch Flann na Sionainne) (* um 847; † 25. Mai 916 bei Mullingar), besser bekannt als Flann Sinna, war Sohn von Máel Sechnaill mac Máele Ruanaid aus dem Clan Cholmáin, dem führenden Zweig der südlichen Uí Néill. Er war ab 877 König von Mide und zugleich Hochkönig von Irland. Seine Mutter Land ingen Dúngaile war die Schwester von Cerball mac Dúnlainge, König von Osraige.

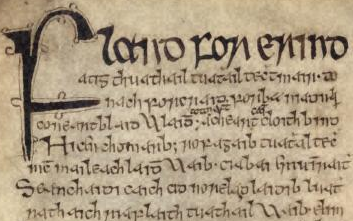
Erste Zeilen des Gedichts von Máel Mura Othna Flann für Érinn (Flann, Herr über Irland), im Großen Buch von Lecan (RIA MS 23 P 2), 296v.

Flann wurde nach dem Tod seines Vetters und Stiefvaters Áed Findliath am 20. November 879 zum Hochkönig von Irland, auch bekannt als König von Tara, gewählt. Seine Herrschaft folgte dem üblichen Muster irischer Hochkönige: Zunächst forderte er Geiseln und Tribute von Leinster und führte dann Kriege gegen Munster, Ulster und Connacht. Flann war dabei erfolgreicher als die meisten irischen Könige seiner Zeit.
Es wird vermutet, dass Flann die traditionelle Nachfolge im Königtum von Tara, bei der die nördlichen und südlichen Zweige der Uí Néill abwechselnd den Thron innehatten, aufgeben wollte. Solche Pläne wurden jedoch vereitelt, als sein bevorzugter Sohn Óengus am 7. Februar 915 von dessen Schwiegervater und späterem Nachfolger Niall Glúndub, Sohn von Áed Findliath, getötet wurde. Die Revolte seiner anderen Söhne führte schließlich zum Zusammenbruch seiner Herrschaft.
Flann Sinna regierte von 879 bis zu seinem Tod 916.

## Irland während der Wikingerzeit
Die Wikingerzeit in Irland begann im Jahr 795 mit Angriffen auf Klöster auf den Inseln Rathlin, Inishmurray und Inishbofin. In den darauffolgenden zwanzig Jahren erfolgten die Raubzüge der Wikinger verhältnismäßig eher im geringeren Umfang, unregelmäßig und waren hauptsächlich auf die Küsten beschränkt. Die Annalen von Ulster verzeichnen Raubzüge in Irland nur in fünf der ersten zwanzig Jahre des 9. Jahrhunderts. In den 820er Jahren gibt es Hinweise auf größere Raubzüge in Ulster und Leinster. Die Reichweite, Größe und Häufigkeit der Angriffe nahm in den 830er Jahren zu. 837 operierten Wikinger-Flotten auf den Flüssen Boyne und Liffey in Zentralirland, und 839 wurde eine Flotte am Lough Neagh im Nordosten stationiert.

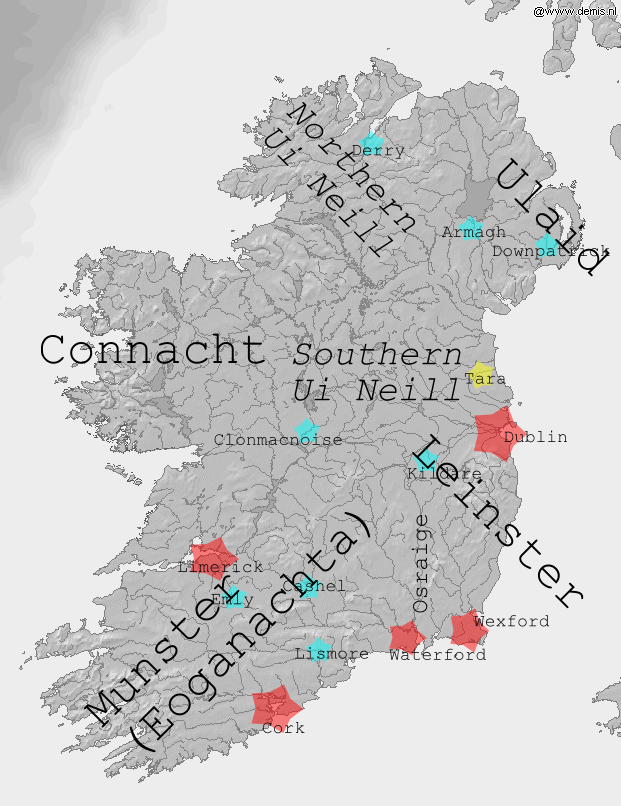
Irland um das Jahr 900

Die Aufzeichnungen deuten darauf hin, dass die ersten dauerhaften Wikinger-Basen im Jahr 841 eingerichtet wurden, in der Nähe von Dublin und Annagassan. Weitere befestigte Siedlungen entstanden in den folgenden Jahrzehnten in Wexford, Waterford, Limerick und Cork. Turgesius ist einer der Anführer, der von Gerlad von Wales als Eroberer Irlands bezeichnet wird und in skandinavischen Sagas als Sohn von Harald Schönhaar dargestellt wird. Er wurde 845 von Máel Sechnaill gefangen genommen und in Lough Owel ertränkt.
Im Jahr 849 tauchte eine neue Streitmacht auf, die möglicherweise aus Dänen bestand. Eine entscheidende Seeschlacht im Carlingford Lough im Jahr 853 endete zugunsten der Wikinger. Im selben Jahr kam eine weitere Streitmacht, angeführt von Amlaíb, „Sohn des Königs von Laithlind“, und Ímar, an. Ab den 840er Jahren berichten die Fragmentary Annals of Ireland und die irischen Annalen von häufigen Allianzen zwischen den „Fremden“ und irischen Königen, insbesondere nach dem Aufstieg von Amlaíb und Ímar als Herrscher von Dublin.
Die späten 860er Jahre kennzeichnen eine Phase reduzierter Aktivitäten der Fremden während die Streitkräfte Dublins im Land der Pikten aktiv waren und die Belagerung von Dumbarton Rock über sechs Monate durchführten. Áed Findliath nutzte diese Abwesenheit, um die Wikinger-Festungen im Norden Irlands zu zerstören. Amlaíb verließ Irland endgültig im Jahr 871, und Ímar starb 873. Mit ihrem Verschwinden kam es zu häufigen Führungswechseln unter den Wikingern in Irland.

## Máel Sechnaill mac Maíl Ruanaid
Der Aufstieg eines Mitglied des Uí Néill Clans zum irischen Hochkönig, der jener Herrschaft ähnelt, die später von Königen wie Brian Boru oder Máel Sechnaill mac Domnaill ausgeübt wurde, ist wahrscheinlich weniger auf die innere Entwicklung Irlands zurückzuführen als vielmehr auf die Bedrohung durch Feidlimid mac Crimthain vom Clan der Eóganachta aus Cashel, der König von Munster war, sowie auf die Überfälle der Wikinger in Irland.
Die Truppen von Munster unter Feidlimid setzten das Land in Schutt und Asche. Die Angriffe reichten vom Norden bis nach Inishowen im Herzen der Cenél nEógain. Quellen aus Munster berichten, dass Feidlimid sich sowohl auf die Unterstützung des Klerus von Cashel als auch auf seine militärische Stärke stützte, um sich selbst zum König von Tara zu krönen. Obwohl er 841 in einer Schlacht gegen die Cenél nEógain geschlagen wurde, gilt die Herrschaft des Hochkönigs Feidlimid als außergewöhnlich. Seit Congal Cáech, der im frühen 7. Jahrhundert König von Ulaid war, sind alle Könige von Tara, die in den Überlieferungen erwähnt werden, Mitglieder aus dem Clan der Uí Néill.
Nach dem Tod von Niall Caille im Jahr 846 wechselte die Herrschaft über Tara zu Máel Sechnaill, dem Vater von Flann Sinna. Feidlimid verstarb im darauffolgenden Jahr, und Máel Sechnaill bemühte sich, seine Macht durch Krieg und Diplomatie zu erweitern. Besonders bemerkenswert an Máel Sechnails Expansionspolitik ist nicht nur die Tatsache seiner historischen Existenz, da dies bei irischen Königen allgemein üblich war, sondern vor allem die Art und Weise, wie diese beschrieben wird. Die Annalen von Ulster bezeichnen die Armeen Máel Sechnails nicht nur als „die Männer von Mide“ oder des Clann Cholmáin, sondern als „die Männer Irlands“ („co feraib Érenn“). Zugleich werden Begriffe wie goídil („Gälisch sprechend“), gaill („Fremde“) und gallgoídil („Nordmänner-Gälisch sprechend“) häufiger verwendet. Ebenso tauchen Ausdrücke wie Gaíll Érenn, die „Fremden Irlands“, auf, um die Norwegisch-Gälischen Bewohner der irischen Küstenregionen zu bezeichnen.

## Áed Findliath
Nach dem Tod von Máel Sechnaill kehrte die königliche Herrschaft der Uí Néill-Linie in den Norden zurück, vertreten durch Áed Findliath, den Sohn von Niall Caille. Áed begann seine Amtszeit, indem er die Witwe von Máel Sechnaill, Land, heiratete († 890). Land war die Tochter von Dúngal mac Cerbaill, dem König von Osraige, und Mutter von Flann. Während seiner Regierungszeit erzielte Áed bedeutende Erfolge gegen die Wikinger und führte Kämpfe gegen den König von Laigin. Dennoch wurde seine Herrschaft von Teilen seines eigenen Stammes, auch im Süden, nicht vollständig akzeptiert. Historische Berichte belegen, dass während seiner Regierungszeit innerhalb von sechs Jahren (also etwa jedem dritten Jahr) das große Fest zu Ehren von Tailtiu nicht abgehalten wurde, und dies ohne triftigen Grund. Nach Áeds Tod im Jahr 879 ging die Königswürde wieder an die südliche Linie der Uí Néill, vertreten durch Flann Sinna.
Flann taucht erstmals in den historischen Quellen während der Regierungszeit seines Stiefvaters auf. Im Jahr 877 berichten die Annalen von Ulster, dass „Donnchad, Sohn von Aedacán, Sohn von Conchobor, heimtückisch durch Flann, Sohn von Máel Sechnaill, getötet wurde.“ Donnchad war der amtierende König von Mide und Oberhaupt der südlichen Uí Néill und war ein Cousin von Flann. Der Ehebund zwischen Flann und Eithne, der Tochter von Áed Findliath, wurde möglicherweise vor seiner Machtübernahme geschlossen oder kurze Zeit danach.

## Flann als Hochkönig von Irland
Flann begann seine Herrschaft, indem er von den Königen Leinsters Geiseln forderte. Im Jahr 881 führte er seine Streitkräfte, bestehend aus Irischen und Fremden (Nordmännern), nach Norden, um Armagh anzugreifen. Im Gegensatz zu später poetischen Darstellungen, die die Gälen und Fremden als gewalttätige Feinde darstellen und die Ereignisse zu einem Kampf zwischen Einheimischen und Neuankömmlingen umdeuten, scheuten die irischen Könige im Allgemeinen nicht davor zurück, mit den Wikingern Allianzen einzugehen, sofern es einen Nutzen brachten. Es ist wahrscheinlich, dass eine der Schwestern von Flann mit einem normannischen Anführer verheiratet war. In seinem Werk Topographia Hibernica bietet Giraud de Barri eine kunstvolle Erzählung, die erklärt, wie diese Heirat zustande kam. Giraud behauptet, Máel Sechnaill habe seine Tochter dem Wikingerführer Turgesius zur Heirat gegeben. Er lasse sie von fünfzehn jungen, bartlosen Männern begleiten, die als Dienstmädchen verkleidet sind, um den Anführer und sein Gefolge zu töten.
Die Annalen von Ulster berichten, dass Flann im Jahr 887 bei der Schlacht am Pilger von den Nordleuten geschlagen wurde, unter den Toten waren auch einige geistliche Würdenträger unter anderem auch der Bischof von Kildare. Es war nicht ungewöhnlich, dass Geistliche irischer Herkunft unter den Gefallenen in den Schlachten der frühchristlichen Zeit und des Wikingerzeitalters zu finden sind. In jenem Jahr fand auch kein Tailtu-Fest statt, was darauf hindeutet, dass Flanns Herrschaft nicht uneingeschränkt anerkannt war. Flanns Niederlage gegen die Wikinger wird durch innere Streitigkeiten innerhalb ihrer Führungsebene relativiert. Ebenso berichten die Annalen von Ulster, dass im selben Jahr „Sigfrith, Sohn von Ivar, hinterrücks durch Familienmitglieder getötet wurde“. Für das folgende Jahr verzeichnen die Annalen einen „Feldzug unter der Führung von Domnall, gegen die Uí Néill im Süden“. Auch im Jahr 888 fand kein Tailtu-Fest statt.
Im Jahr 892 könnten die Ereignisse in England Auswirkungen auf Irland gehabt haben, die zum Fall Dublins zugunsten der Iren führten. Die Annalen berichten, dass nach der Niederlage der Wikinger durch die Sachsen, es zu „schweren Zwistigkeiten unter den Nordleuten“ kam, die sich zerstreuten.
Im Jahr 901 wurde Flanns Sohn Máel Ruanaid, der als „designierter Erbe Irlands“ galt, vermutlich in einer Halle gemeinsam mit anderen Adligen durch die Luigne von Connacht verbrannt. 904 stürmte Flann gewaltsam das Kloster Kells, um seinen Sohn Donnchad zu ergreifen, der dort Zuflucht gesucht hatte, und enthauptete viele von Donnchads Gefährten. Zu diesem Zeitpunkt war.
Flann unternahm im Jahr 905 einen Feldzug gegen seinen Cousin Cellach mac Cerbaill, den König von Osraige, nachdem Cellach zuvor die Nachfolge seines Bruders Diarmait angetreten hatte. Im folgenden Jahr, 906, fiel Flann in Munster ein und verwüstete einen Großteil des Landes. Cormac mac Cuilennáin von der Eóganachta von Cashel, König von Munster und späteren Nachfolger Flaithbertach mac Inmainén an seiner Seite, überfiel Connaught und Leinster als Vergeltung und besiegtem Flann. Im selben Jahr verwüstete eine Munster-Flotte die Küsten.

## Die Letzten Jahre als Hochkönig bis zu Flanns Tod
Am 13. September 908 kämpfte Flann, unterstützt von seinem Schwiegersohn Cerball mac Muirecáin und Cathal mac Conchobair, König von Connacht, gegen die Truppen von Munster. Diese Schlacht fand bei Bellaghmoon in der Nähe von Castledermot im heutigen County Kildare statt. Trotz Schwierigkeiten konnte Flann und seine Verbündeten die Munstermänner besiegen. Dabei wurde Cormac zusammen mit Cellach mac Cerbaill von Osraige und vielen anderen Würdenträgern getötet.
Im Jahr 910, nun ohne die Unterstützung Cerballs, der durch Krankheit verstorben war, siegte Flann über die Männer von Bréifne. In den Jahren 913 und 914 verwüsteten zunächst Donnchad, Flanns Sohn, und später Flann selbst die Ländereien in Süd-Brega und Süd-Connacht. Die Annalen von Ulster berichten, dass im Jahr 914 „viele Kirchen durch Flann entweiht wurden“. Im Dezember dieses Jahres kam es zu einer Schlacht zwischen Niall Glúndub und Óengus, dem Sohn Flanns. Óengus starb am 7. Februar 915 an seinen Wunden, was den zweiten von Flanns Erben betrifft, der im Laufe seines Lebens starb.
Später im Jahr 915 rebellierten seine Söhne Donnchad und Conchobar gegen Flann. Erst mit Hilfe von Niall Glúndub konnten Flanns Söhne wieder in den Gehorsam gezwungen werden. Niall Glúndub vermittelte zudem einen Waffenstillstand zwischen Flann und Fogartach mac Tolairg, dem König von Brega. Zu dieser Zeit wurde Niall möglicherweise auch als Flanns Erbe anerkannt. Flann selbst überlebte ihn jedoch nicht lange: Nach der Prophezeiung des Barden Berchán starb er am 25. Mai 916 bei Mullingar im County Westmeath. Seine Regierungszeit dauerte fast 37 Jahre an.
Nach seinem Tod wurde Flann als Oberhaupt von Clann Cholmáin und als König von Mide von seinem Sohn Conchobar abgelöst. Niall Glúndub wurde zum König von Tara ernannt.